# Біверкрік (Огайо)
Біверкрік (англ. Beavercreek) — місто (англ. city) в США, в окрузі Грін штату Огайо. Населення — 46 549 осіб (2020).

## Географія
Біверкрік розташований за координатами 39°43′56″ пн. ш. 84°3′34″ зх. д. / 39.73222° пн. ш. 84.05944° зх. д. (39.732334, -84.059380).  За даними Бюро перепису населення США в 2010 році місто мало площу 68,47 км², з яких 68,37 км² — суходіл та 0,09 км² — водойми.

## Демографія
Згідно з переписом 2010 року, у місті мешкали 45 193 особи в 18 195 домогосподарствах у складі 12 542 родин. Густота населення становила 660 осіб/км².  Було 19449 помешкань (284/км²).
Расовий склад населення:
| - 88,5 % — білих - 5,9 % — азіатів - 2,5 % — чорних або афроамериканців - 0,2 % — корінних американців |

До двох чи більше рас належало 2,3 %. Частка іспаномовних становила 2,6 % від усіх жителів.
За віковим діапазоном населення розподілялося таким чином: 22,6 % — особи молодші 18 років, 63,1 % — особи у віці 18—64 років, 14,3 % — особи у віці 65 років та старші. Медіана віку мешканця становила 40,4 року. На 100 осіб жіночої статі у місті припадало 99,7 чоловіків;  на 100 жінок у віці від 18 років та старших — 98,1 чоловіків також старших 18 років.
Середній дохід на одне домашнє господарство  становив 96 354 долари США (медіана — 81 379), а середній дохід на одну сім'ю — 112 733 долари (медіана — 98 387). Медіана доходів становила 66 900 доларів для чоловіків та 52 125 доларів для жінок. За межею бідності перебувало 5,2 % осіб, у тому числі 4,3 % дітей у віці до 18 років та 3,9 % осіб у віці 65 років та старших.
Цивільне працевлаштоване населення становило 22 352 особи. Основні галузі зайнятості: освіта, охорона здоров'я та соціальна допомога — 27,5 %, публічна адміністрація — 14,5 %, науковці, спеціалісти, менеджери — 13,8 %.